# PRESTEL

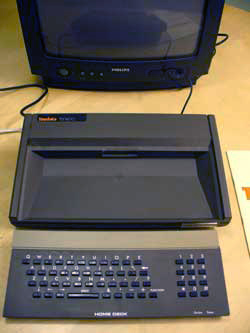
Tandata Td1400 Prestel Terminal, von der Nottingham Building Society für den Home Banking Service ausgegeben. Fernbedienungs-Tastatur und Dockingstation wurden mit einem Fernsehgerät oder Monitor und einer normalen Telefonleitung verbunden

PRESTEL (Kofferwort aus „press telephone“) war ein interaktives über die normale Telefonleitung geliefertes und auf einem Fernsehbildschirm angezeigtes Informationssystem in Großbritannien. Es wurde ab 1972 entwickelt, 1979 offiziell eingeführt und hatte nie mehr als 90.000 Anwender. 
Von der General Post Office entwickelt war es neben dem französischen Minitel Grundlage für die Entwicklung des Bildschirmtext Btx der Deutschen Bundespost.

## Entwicklung und Markteinführung in Großbritannien
Von 1972 an wurde von der Entwicklungsbehörde der britischen Post unter der Leitung des Ingenieurs Samuel Fedida das System Viewdata entwickelt, mit dessen Hilfe über eine Telefonleitung Daten eines Großrechners auf den Fernsehbildschirm übertragen werden konnten. 
Unter der Bezeichnung PRESTEL wurde der Dienst dann 1979 offiziell von der britischen Post eingeführt. Die Seiten nach PRESTEL-Standards ähnelten den heute noch eingesetzten Videotext-Seiten mit einer Pseudografik aus farbigen ASCII-Zeichen („Klötzchengrafik“).

## Technik und Inhalt
Ein modifizierter Fernsehbildschirm wurde zur Anzeige eines nicht-scrollenden Fensters mit 40 × 24 Textzeichen mit einfachsten ASCII-Grafiken verwendet, entsprechend dem CEPT1 Standard von 1981. PRESTEL bot schon 1980 ein weitreichendes Informationsangebot, sowohl von der PRESTEL Abteilung der britischen Post als auch von Drittanbietern, und auch von Regierung und Parlament. Die Daten wurden in einem in London basierten zentralen Update-Computer (genannt Duke) eingegeben und dann auf verschiedenen im ganzen Land verteilten Satellitenservern gespiegelt, denen ebenfalls literarische und kulturelle Namen gegeben wurden (z. B. Dryden, Kipling, Derwent, Enterprise, Dickens, Keats, Bronte, Eliot und Austen).

## Begrenzter Erfolg und Übergang zum Internet
Wegen der Kosten der Anschaffung und der zum Teil hohen Kosten für Abrufe mancher Inhalte pro Seite konnte sich PRESTEL nie weitverbreitet durchsetzen. Der Erfolg war bescheiden und verzeichnete zu keinem Zeitpunkt mehr als 90.000 Nutzer. Im Vergleich dazu erreichte der Bildschirmtext BTX in Deutschland bis 1989 120.000 Nutzer und zählte bis zum Ende der 1990er Jahre knapp 850.000 Nutzer.  
1990, als PRESTEL bereits auf die inzwischen von der britischen Postbehörde getrennte und privatisierte British Telecom (BT) übergegangen war, begann das Ende des eigentlichen PRESTEL Systems, als BT sich entschied, gar keine Inhalte mehr zur Verfügung zu stellen, sondern nur noch telekommunikative Infrastruktur. Mit der wachsenden Popularität des Internets wurden auch letzte Anwendungen von PRESTEL in geschlossenen Benutzergruppen, vorwiegend für Wirtschaftsdaten und ähnliches, Schritt für Schritt eingestellt.  

## Vom Hackerangriff auf Prinz Philip zur Einführung des ersten britischen Computerkriminalitätsgesetzes
Steve Gold und sein journalistischer Kollege Robert Schifreen erreichten es, in den Prestel Viewdata-Dienst von BT einzudringen und Zugang zum persönlichen Nachrichtenfeld von Prinz Philip zu erlangen. Dieser Vorfall in Bezug auf Prinz Philip ereignete sich als Höhepunkt einer Serie zunehmend verzweifelter Versuche, BT zu aktivieren, nachdem das Unternehmen kein Interesse daran gezeigt hatte, die Sicherheit seines Systems zu verstärken.
Was ursprünglich als Hackangriff auf den Zugang zu Prinz Philips Nachrichtenfach begann, führte später zur Festnahme der beiden technikbegeisterten Journalisten und zu einer rechtlichen Verfolgung, die im ersten Computerkriminalitätsgesetz Großbritanniens ihren Höhepunkt fand.

## PRESTEL-Patentierung und Lizenzgebühren für Hyperlinks im Internet
Viewdata und PRESTEL waren 1975 von der britischen Post im Vereinigten Königreich als Patent eingetragen, welches daher inzwischen abgelaufen ist. Rechtsstreitigkeiten gab es aber um die entsprechenden US-Patente. In den USA wurde das Patent beim ersten Antrag nicht erteilt, weil Samuel Fedida vergessen hatte, den Patentantrag ausreichend zu frankieren. 1980 wurde der Antrag allerdings zum zweiten Mal eingereicht und letztlich 1989 erteilt. Hierauf beruhte unter anderem 2000 eine Klage von BT in den USA, mit dem sie von allen Lizenzen für Hyperlinks im Web einforderte. Die Klage wurde 2002 in den USA abgewiesen.